# الدوري الشمالي الممتاز 1982–83
الدوري الشمالي الممتاز 1982–83 هو موسم من دوري الشمال الممتاز ‏. فاز فيه نادي غيتزهد.